# Лорето-Апрутіно
Лорето-Апрутіно (італ. Loreto Aprutino) — муніципалітет в Італії, у регіоні Абруццо, провінція Пескара.
Лорето-Апрутіно розташоване на відстані близько 140 км на північний схід від Рима, 50 км на схід від Л'Аквіли, 20 км на захід від Пескари.
Населення — 7539 осіб (2014).
Щорічний фестиваль відбувається у понеділок після Дня Святої Трійці. Покровитель — San Zopito.

## Демографія
Населення за роками:

Станом на 1 січня 2023 року в муніципалітеті офіційно проживали 333 іноземці з 39 країн, серед них 155 громадян країн Євросоюзу та 13 громадян України.

## Сусідні муніципалітети
- Катіньяно
- Чивітакуана
- Чивітелла-Казанова
- Коллекорвіно
- Москуфо
- Пенне
- П'янелла
- Піччано

## Персоналії
У муніципалітеті народився Тіто Ачербо — італійський громадський та політичний діяч.